# Кензарь
Кензарь — река в России, протекает по Тамбовской области. Левый приток реки Нару-Тамбов.

## География
Река Кензарь берёт начало у деревни Кензарь-Бабино. Течёт на северо-запад через село Перикса. Устье реки находится у деревни Усть-Кензарь в 18 км по левому берегу реки Нару-Тамбов. Длина реки составляет 19 км. Высота устья — 129,7 м над уровнем моря. Площадь водосборного бассейна — 136 км².

## Данные водного реестра
По данным государственного водного реестра России относится к Окскому бассейновому округу, водохозяйственный участок реки — Цна от истока до города Тамбов, речной подбассейн реки — Мокша. Речной бассейн реки — Ока.
Код объекта в государственном водном реестре — 09010200212110000028922.